# Один день американського журналіста 2889 року
«Оди́н день америка́нського журналіста 2889 року» (фр. La Journée d'un journaliste américain en 2889) — науково-фантастичне оповідання французького письменника Жуля Верна та його сина Мішеля. Вперше опубліковане англійською мовою в американському виданні The Forum у лютому 1889 року підписане Жулем Верном.

## Публікації
Перша публікація вийшла під заголовком «У 2889 році» за 1000 років до описаних в оповіданні подій. Жуль Верн планував включити цей твір у збірку «Спогади про дитинство та юність» під назвою «Один день журналіста», однак збірка не потрапила до друку.
Текст французькою з деякими правками Жуль Верн прочитав у Ам'єнській академії 18 січня 1891 року. Франкомовні публікації твору з'являлись у Journal d'Amiens, Moniteur de la Somme 21 січня 1891 та за декілька місяців у Записках Ам'єнської академії (під назвою «Один день американського журналіста 2890 року»).
Для посмертної збірки творів «Вчора і завтра» син письменника, Мішель Верн підготував текст із довшим заголовком «У XXIX столітті. Один день американського журналіста 2889 року».
1979 року оповідання вийшло друком в Ам'єні у видавництві Atelier du Gué. Анотацію до книжечки в 50 сторінок склав Даніель Компер з відділу культури міста Ам'єн.

## Сюжет
В оповіданні зображений один робочий день 25 вересня (в деяких виданнях — липня) 2889 року директора голосової газети Earth Herald, спадкоємиці легендарної Нью-Йорк геральд. Джордж Вашингтон Сміт користується передовими досягненнями науки в побуті та в бізнесі. Як власник найбільшого видання він має суспільну та політичну вагу, зіставну з важливістю лідерів держав. Його прибуток за один лише день 25 липня 2889 становив $250 000 (джерела: передплата на голосову газету та реклама).

## Цікавинки
- За одною з версій оповідання написав Мішель Верн у жовтні-листопаді 1888 року для американського журналу The Forum. Жуль Верн зацікавився роботою сина, відредагував оповідання та погодився на його друк під власним ім'ям.
- Також існує версія, згідно з якою Жуль Верн написав оповідання про майбутнє на прохання видавця та редактора газети Нью-Йорк геральд Гордона Беннета (в одному з видань герой оповідання зветься Френсіс Беннет).

### Футуристичні передбачення
Залежно від видання, деталі з опису двадцять дев'ятого століття можуть дещо варіюватися. Наступні «прогнози» показують, наскільки реальні темпи прогресу випередили ті, що уявляв Жуль Верн. За сто-сто п'ятдесят років людство досягло і перевершило дещо з того, на що фантаст давав тисячу років:
- Населення найбільших міст сягає 10 000 000 жителів, хмарочоси мають висоту 1000 футів (304 метри). В містах застосовується централізований контроль клімату.
- Пневматичний потяг, що рухається по дну океану зі швидкістю 1500 км/год також згадується в оповіданні «Експрес майбутнього». Натомість, аеропотяги розганяються лише до 1000 км/год. Легковий аерокар має швидкість 600 км/год. В містах працюють пересувні тротуари.
- Використання фонотелефоту — пристрою для проведення відеоконференцій.
- Кольорова фотографія винайдена в Японії в кінці ХХ століття.
- Очікувана тривалість життя зросла до 68 років завдяки гігієні, гімнастиці та асептичній їжі.
- Кріоніка, на жаль, усе ще не приносить бажаних результатів.
- Рекламні оголошення проектуються на хмари, планується штучне створення хмар, щоб рекламний бізнес не залежав від погоди.
- Фототелеграми від іншопланетян з Марса, Меркурія та Венери. Питання населеності Місяця все ще не розв'язане.
- За Нептуном (на відстані 18347808499055 від Сонця) відкрита планета, названа Олімпом. Досліджено її хімічний склад.
- Використовуються оптичні телескопи діаметром 3000 метрів.
- Для вирішення математичних рівнянь 95-го степеня та моделювання 24-вимірного простору використовуються обчислювальні машини.
- Централізоване постачання їжі в межах міста по системі пневматичних труб замінює домашню кухню. Розробляється «поживне повітря».
- Військові широко використовують хімічну та бактеріологічну зброю, радіус дії артилерії сягає 100 км, використовуються також далекобійні електричні іскри.

Геополітичні перетворення:
- У світі все ще панує колоніалізм. Франції належить Африка, Індія дісталась росіянам, Канада — американцям. Австралія — незалежна.
- Від Британської імперії залишився тільки Гібралтар, острів Велика Британія ще в XXVIII столітті став американською колонією.
- Кордон між Францією та Росією пролягає по Рейну. Однак на Росію зі Сходу тисне Китай і вона шукає компенсації втратам, просуваючись на Захід.
- В Китаї застосовується контроль народжуваності.